# 크레아틴 인산
크레아틴 인산(영어: creatine phosphate, CP) 또는 포스포크레아틴(영어: phosphocreatine, PCr)은 세포의 에너지 화폐인 아데노신 삼인산(ATP)을 재생하기 위해 골격근과 뇌에서 신속하게 이동할 수 있는 고에너지 인산의 역할을 하는 인산화된 크레아틴 분자이다.

## 화학
콩팥에서 두 아미노산(아르지닌과 글리신)은 글리신 아미디노트랜스퍼레이스(AGAT)에 의해 글리코사이아민으로 전환된 다음 혈액에서 간으로 운반된다. 아미노산인 메티오닌으로부터 메틸기가 구아니디노아세트산 N-메틸트랜스퍼레이스(GAMT)에 의해 글리코사이아민에 첨가되어 비인산화된 크레아틴을 생성한다. 크레아틴은 간에 혈액을 통해 주로 근육 세포로 이동하며(신체의 크레아틴의 95%가 근육에 있음), 소량의 크레아틴이 뇌, 심장 및 이자로 이동한다. 크레아틴이 세포 내로 들어가면 효소 복합체인 크레아틴 키네이스에 의해 포스포크레아틴으로 전환되며 포스포크레아틴은 아데노신 이인산(ADP)을 아데노신 삼인산(ATP)로 전환하기 위한 인산기 공여체로 작용할 수 있다. 이러한 과정은 모든 척추동물의 생체 에너지 시스템의 중요한 구성 요소이다. 예를 들어, 인체는 매일 250 g의 ATP만을 생성하지만, 매일 포스포크레아틴을 통해 전체 체중에 해당하는 양의 ATP를 재활용한다.
포스포크레아틴은 크레아티닌으로 분해되어 소변으로 배설될 수 있다. 체중이 70 kg인 남성은 약 120 g의 크레아틴을 가지고 있으며, 이 중 40%는 비인산화된 형태이고, 60%는 포스포크레아틴이다. 이 중 1~2%가 매일 크레아티닌으로 분해되어 배설된다.
포스포크레아틴은 네오톤(Neoton)이라는 이름으로 심혈관계 질환에 대해 전세계 일부 지역의 병원에서 정맥 주사로 사용되며 통제된 물질이 아니기 때문에 일부 프로 운동 선수들도 사용하고 있다.

## 기능
포스포크레아틴은 강한 근육 효과 또는 신경 효과 후 처음 2~7초 동안 ATP를 생성하기 위해 인산기를 ADP에 혐기적으로 공여할 수 있다. 반대로 과잉의 ATP는 크레아틴을 포스포크레아틴으로 전환시키기 위해 사용될 수 있다. 크레아틴의 가역적 인산화(즉, 정방향 및 역방향의 반응 모두)는 몇몇 크레아틴 키네이스에 의해 촉매된다. 혈장에 크레아틴 키네이스가 존재하면 조직 손상을 나타내며 심근 경색을 진단하는 데 사용된다. 휴식을 취하는 동안 세포가 과잉의 ATP로부터 포스포크레아틴을 생성하는 것은 물론, 격렬한 활동 중에 ATP의 신속한 재생을 위해 포스포크레아틴을 사용하는 것은 공간적, 시간적으로 ATP 농도의 완충 역할을 한다. 다시 말해, 포스포크레아틴은 짝지어진 반응에서 고에너지 인산 결합의 저장물로 작용하고, 인산기를 공여함으로써 방출된 에너지는 다른 화합물(이 경우 ATP)를 재생하는 데 사용된다. 포스포크레아틴은 근육 및 뇌와 같이 에너지 요구량의 변동이 심한 조직 및 기관에서 특히 중요한 역할을 한다.

## 역사
포스포크레아틴의 발견은 케임브리지 대학교의 그레이스(Grace)와 필립 이글레톤(Philip Eggleton)에 의해, 그리고 1927년에 하버드 의학전문대학원의 사이러스 피스케(Cyrus Fiske)와 옐라프라가다 수바로(Yellapragada Subbarow)에 의해 각각 별도로 보고되었다. 몇 년 후 베를린의 달렘(Dahlem)에 있는 빌헬름 카이저 협회의 오토 프리츠 마이어호프와 근무한 다비드 나흐만손(David Nachmansohn)은 세포에서 포스포크레아틴의 역할을 이해하는데 기여했다.

## 같이 보기
- 크레아틴
- 고에너지 인산 결합
- 크레아틴 키네이스